# Alfred Kittner
Alfred Kittner né le 24 novembre 1906 et mort le 14 août 1991, est un poète juif roumain de langue allemande qui a vécu une partie de sa vie à Czernowitz, capitale cosmopolite de la Bucovine. 

## Biographie
Alfred Kittner est né en 1906 à Czernowitz, surnommée la petite Vienne de Galicie, capitale de Bucovine, une région au Nord des Carpates annexée par l'Autriche en 1775. Cette ville, à la frontière de l'Europe occidentale et orientale, reste le symbole de multilinguisme et des  mélanges culturels qui existaient aux confins de l'Empire austro-hongrois au début du XXe siècle. C'est dans une famille germanophone qu'Alfred Kittner voit le jour. Le cosmopolitisme de la ville est favorable à une activité culturelle intense : les poètes Alfred Margul Sperber,  Moses Rosenkranz, Ilana Shmueli et Paul Celan sont originaires de Czernowitz.

### Après la Première Guerre mondiale
En 1919, quand l'Empire austro-hongrois est démantelé,  la Bucovine est rattachée à la Roumanie. Czernowitz devient Cernauti. Alfred Kittner, héritier de la Haskala et du monde judéo-allemand fait ses études à Vienne. Il devient journaliste et traducteur et commence aussi une carrière de poète. La ville de Czernowitz  continue à prospérer.  En 1930, elle compte 200 000 habitants dont la moitié est juive.  Mais l'antisémitisme du gouvernement roumain et l'usage de la langue roumaine comme seule langue officielle après 1924, mettent peu à peu fin à son cosmopolitisme.

### L'entre-deux-guerres
Dans l'entre-deux-guerres, Alfred Kittner commence à publier des poèmes en allemand. L'importante communauté juive de la cité continue à utiliser l'allemand comme lingua franca. 

### La Seconde Guerre mondiale
En 1940, l'URSS occupe la Bucovine. La Roumanie, alliée de l'Allemagne nazie récupère Czernowitz au moment de l'attaque nazie contre l'URSS. La Bucovine est rebaptisée Transnitrie. Commence alors pour les Juifs de Transnitrie le temps de persécutions aussi violentes qu'empreintes de sauvagerie. 
Alfred Kittner comme ses coreligionnaires, est transféré de camps en camps, souvent après de longues marches. Sa poésie se fait l'écho des épreuves qu'il a subi. Dans un poème datant de 1942, écrit au cours d'une halte près d'un village, il s'interroge sur la possibilité ou non de survivre pour se dire : dans le fond cela ne fait aucune différence.  Dans Sur la route, écrit en 1988, il évoque encore une de ces marches de la mort. Il y exprime aussi sa révolte  face à ses bourreaux : « Odieux, vous pouvez me massacrer, / Soumis, je tombe, moi aussi, maintenant sur le ventre, / je vous présenterai l’addition / Au bon moment, et à votre führer également ! »

### Après la Seconde Guerre mondiale
Après la guerre, Czernowitz est annexée par l'URSS et devient Tchernovtsy. Beaucoup de Juifs choisissent de quitter la ville. Alfred Kittner s'installe à Bucarest où il continue son activité de poète en langue germanique. Parmi ses écrits d'après guerre, Hungermarsch und Stracheldraht est considérée comme une des œuvres majeures de la littérature de la Shoah. Il écrit aussi Flaschenpost en 1970 et Die Schönsten Gedichte en 1973.  Il contribue aussi, par ses traductions, à faire connaître la poésie roumaine en Allemagne. Alfred Kittner finit par quitter la Roumanie pour s'installer à Düsseldorf en 1981 où il meurt en 1991. À ce moment, la ville de son enfance est devenu ukrainienne et s'appelle désormais Chermivtsy Elle compte 300 000 habitants dont seulement 3 000 Juifs.  L'œuvre d'Alfred Kittner est reconnue en Allemagne et dans le monde anglo-saxon mais elle reste méconnue en France.

## Œuvres
- Poèmes de Czernovitz : Douze poètes juifs de langue allemande, Laurence Teper, 2008